# 莊渭陽
莊渭陽（16世紀—17世紀），浙江泉州府同安縣在坊祥露人，明朝軍事人物。

## 生平
莊渭陽是萬曆七年（1579年）和十年（1582年）的武舉人，十四年（1586年）成武進士，獲授廣海守備，二十二年（1594年）陞潿洲游擊，因瓊州黎族、峒族人騷亂，得題陞瓊崖參將，二十七年（1599年）在雷州同知萬煜監軍下和東山游擊將軍鄧鐘、雷陽副總兵黎國耀一同協剿，再遷官五軍七營左參將，告養歸鄉後去世，瓊州人在名宦祠奉祀他。

## 引用
1. 1 2  民國《同安縣志·卷三十·人物錄三》：莊渭陽，萬曆癸未武進士，授廣海守備，陞潿洲遊擊，以瓊州黎峒不靖，題陞瓊崖參將，有平黎功，遷五軍七營左參將，告養歸卒，瓊州人祀之名宦。
2. ↑  民國《同安縣志·卷十五·選舉》：武進士……萬曆……癸未莊渭陽 在坊祥露人，民生棄文從武，任廣海守備、潿洲遊擊，以瓊州黎峒不靖，題陞瓊崖參將，有平黎功，陞五軍七營左參將，瓊州祀名宦，告養卒，有傳……（武）舉人……萬曆……己卯莊渭陽 壬午再中，癸末進士
3. ↑  《明神宗顯皇帝實錄·卷二百七十九》：（萬曆二十二年十一月丁丑）陞廣海守備莊渭陽管潿洲遊擊事。
4. ↑  民國《瓊山縣志·卷十六·金石》：〈水會所平黎善後碑記〉：……歲己亥督府戴公燿始下車憫其狀，亟採群議疏請剿，得旨報可……命東山遊擊將軍鄧鐘率所部精兵，偕雷陽副總兵黎國耀、瓊崖參將莊渭陽各率所部廣雷瓊土官兵八千有奇分道協剿，監軍則雷州府同知萬煜……
5. ↑  《重纂福建通志·卷二百十一·人物》：又有莊渭陽者，同安人，亦萬曆中武進士。授廣東守備，遷遊擊，以瓊州黎不靖，擢瓊崖參將，有平黎功，告養歸卒。瓊州人祀之名宦。